# Yvonne Zima
Yvonne Marie Zima (Phillipsburg, Nueva Jersey, 16 de enero de 1989) es una actriz estadounidense, conocida por su papel de Daisy Carter en la serie de televisión The Young and the Restless.

## Biografía

### Primeros años
Nació en Phillipsburg, Nueva Jersey. Es hija de Dennis Zima y Marie Zima.

### Carrera
Interpretó a Daisy Carter en la serie de televisión The Young and the Restless, entre 2009 y 2012, y a Rachel Greene en la serie de televisión ER.

### Vida personal
Tiene dos hermanas mayores llamadas Madeline Zima y Vanessa Zima, también actrices.

## Filmografía

### Cine
| Año  | Película                      | Personaje               | Notas             |
| ---- | ----------------------------- | ----------------------- | ----------------- |
| 1995 | Heat                          | Chica tomada como rehén |                   |
| 1995 | See Jane Run                  | Lisa Klinger            | Cine y Televisión |
| 1996 | La Navidad todos los Días     | Sarah Jackson           | Cine y Televisión |
| 1996 | Bed of Roses                  | Lisa (de joven)         |                   |
| 1996 | Executive Decision            | Niña                    |                   |
| 1996 | The Long Kiss Goodnight       | Caitlin Caine           |                   |
| 1997 | 'Til There Was You            | Gwen (7 años)           |                   |
| 1997 | Muerte de Medianoche          | Kelly Ellis             | Cine y Televisión |
| 1998 | Las Hermanas Rose             | -                       |                   |
| 1999 | Persiguiendo Secretos         | Jo Ann Foley (7 años)   | Cine y Televisión |
| 1999 | Tormenta Catcher              | Nicole Holloway         |                   |
| 2000 | Una decisión difícil          | Chris McClain           | Cine y Televisión |
| 2000 | Amor y Sexo                   | Kate (9 años)           |                   |
| 2009 | Sustituto                     | Marian                  |                   |
| 2009 | Intersección                  | Lucy                    | Cortometraje      |
| 2009 | El amor duele                 | Andrea                  |                   |
| 2010 | Meeting Spencer               | Sophia Martinelli       |                   |
| 2010 | Usted, sólo que mejor ...     | Suzy Jr.                |                   |
| 2010 | Career Virgin                 | Ingrid                  | Cortometraje      |
| 2011 | El Ausente                    | Katie Anderson          |                   |
| 2011 | Goy                           | Trish Rosenberg         |                   |
| 2013 | Iron Man 3                    | Srta. Elkridge          |                   |
| 2013 | Caracol                       | Anna                    | Cortometraje      |
| 2013 | La última luz                 | Ashley                  |                   |
| 2014 | La chica que conoció en línea | Gillian Casey           | Cine y Televisión |

### Televisión
| Año       | Serie                             | Personaje          | Notas                                |
| --------- | --------------------------------- | ------------------ | ------------------------------------ |
| 1993      | Roseanne                          | Chica en Lunch Box | Episodio: "El asiento del conductor" |
| 1994-2000 | ER                                | Rachel Greene      | 22 episodios                         |
| 1999      | Siete Días                        | Amanda             | Episodio: "Para los niños"           |
| 2009-2012 | The Young and the Restless        | Daisy Carter       | 117 episodios                        |
| 2012      | BlackBoxTV                        | Bianca             | Episodio: "El último encuentro"      |
| 2013      | Law & Order: Special Victims Unit | Jessie Sturgis     | Episodio: "Beautiful Frame"          |
| 2013      | Castle                            | Verónica           | Episodio: "Time Will Tell"           |